# .ht
.ht è il dominio di primo livello nazionale assegnato ad Haiti.
È gestito dalla fondazione Réseau de Développement Durable d'Haïti (RDDH).